# Eidsvollsbygningen

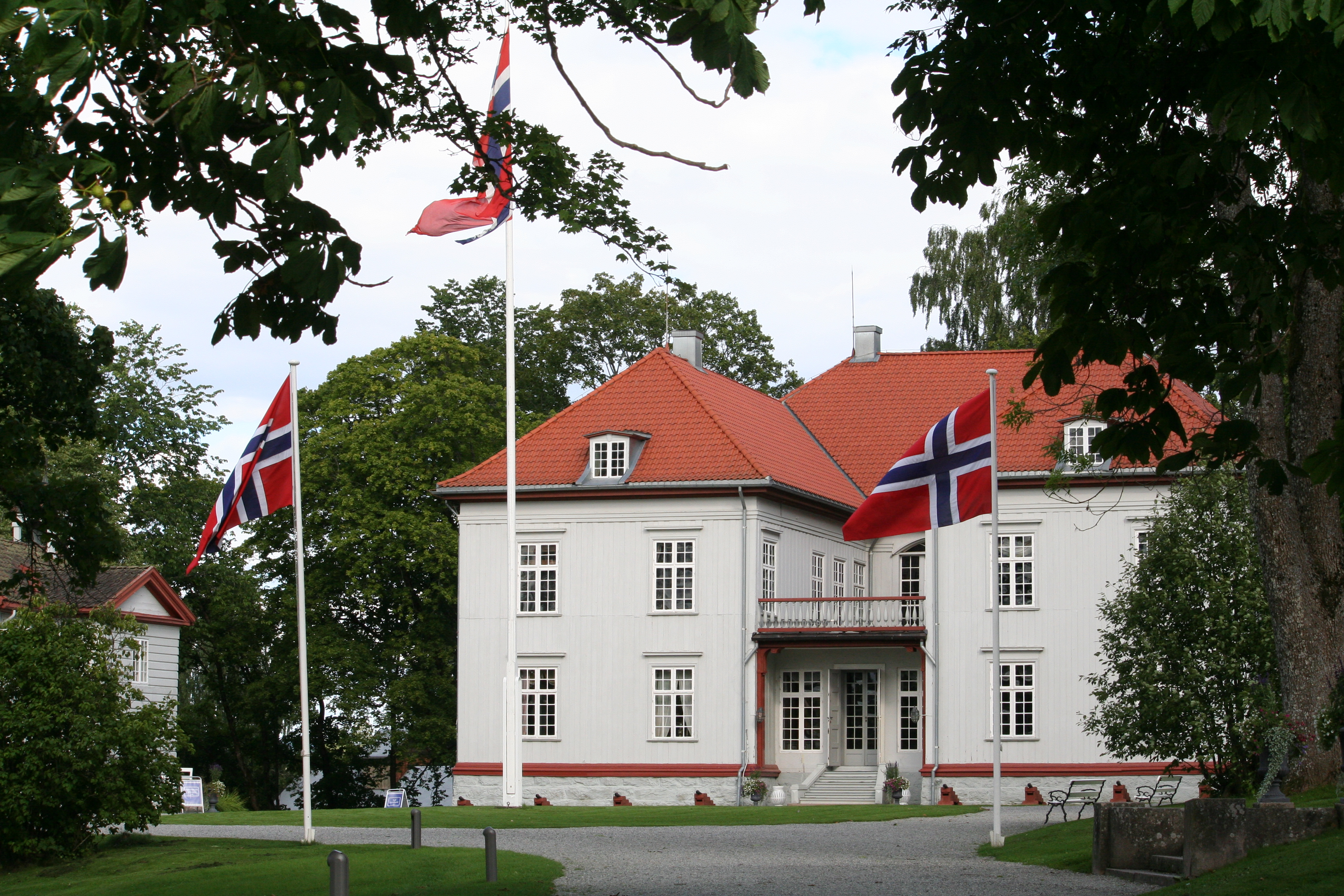
Eidsvollbygningen Primavera del 2011

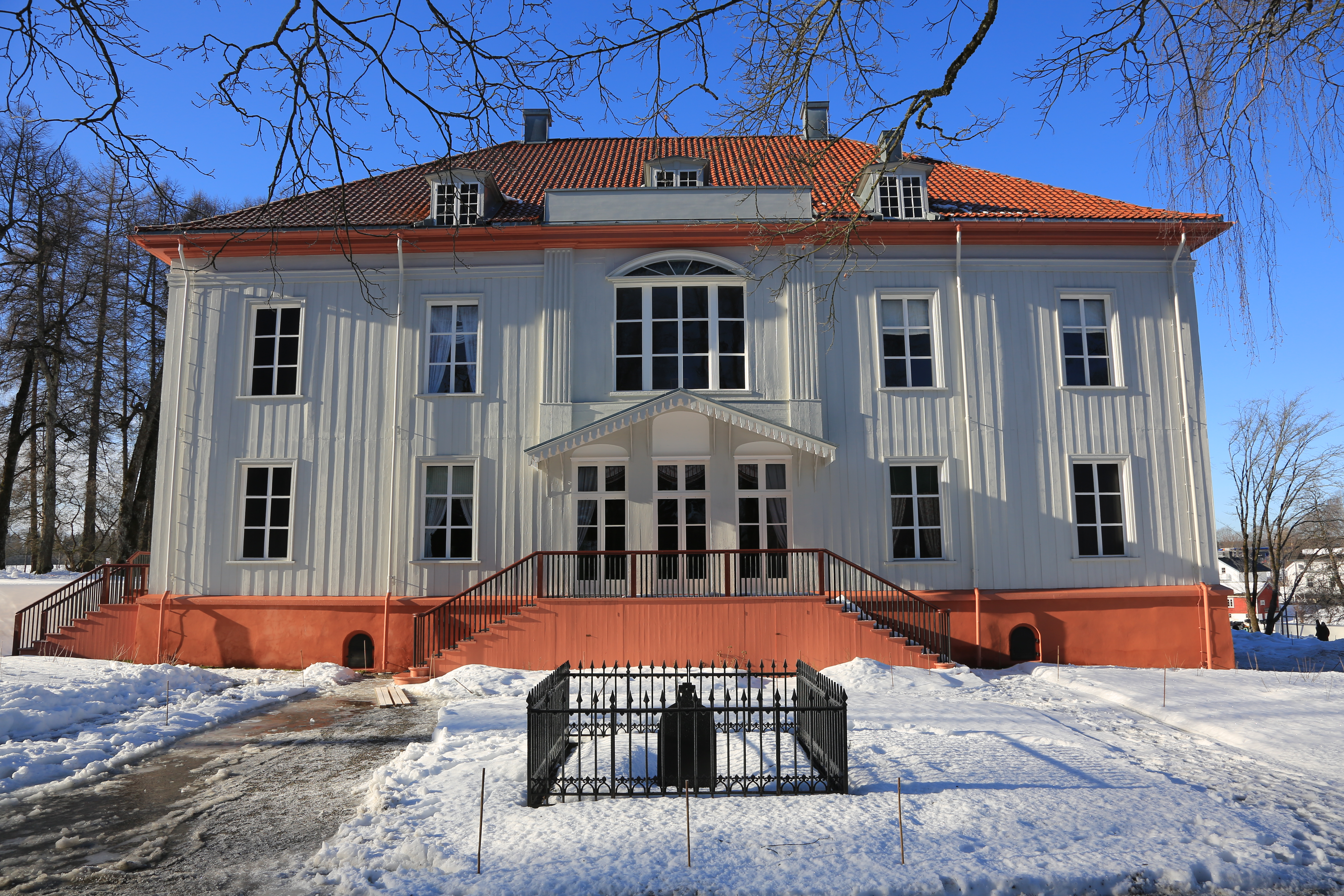
Eidsvollbygningen Invierno del 2014

Eidsvollsbygningen es una histórica casa señorial localizada en Eidsvoll en Akershus, Noruega. Es el edificio donde la Constitución de Noruega fue firmada el 17 de mayo de 1814.

## Historia
El edificio fue primero construido en 1770 con un área de piso total de más de 2000 metros cuadrados.  Alrededor del 1800 Carsten Anker compró el edificio. Renovó la casa y él y su familia vivían allí cuándo la Constitución fue firmada. Carsten Anker acabó en bancarrota en 1822 y la propiedad fue subastada en 1823. Un grupo de particulares dirigido por Henrik Wergeland organizó una recaudación de fondos que les permitió comprar el edificio con el pabellón y jardín alrededor (Eidsvollsparken). La casa ha sido renovada desde que Carsten Anker y su familia vivieron allí y ahora se ha convertido en un museo.

## Renovaciones
En 1895, hubo un esfuerzo importante con reparaciones y mantenimiento para el 100.º aniversario de la firma de la constitución (100 års-jubileet para Grunnloven). En 1964, se planeó una restauración nueva para la celebración del 150 aniversario de la Constitución (150-årsjubileet para Grunnloven). Ambas renovaciones tuvieron el objetivo de amueblar Eidsvollbygningen con el estilo de su aspecto en 1814.
Se comenzó una nueva renovación y restauración en 2011 por Statsbygg en favor del Ministerio de cultura. El objetivo de la renovación era tener el edificio dispuesto y rediseñado para hacer que se pareciera lo más posible a como era en 1814 para sumergir más allá a la audiencia en una experiencia más auténtica. El proyecto fuecompletado para el 200.º Jubileo de la Constitución (Grunnlovsjubileet) en 2014.